# Юрла
Ю́рла — село в Коми-Пермяцком округе Пермского края. Административный центр Юрлинского района.

## Название
«Юрла» означает возвышенное место. Возможно, село получило название от речки Юрлашер.
С 1766 г., после постройки здесь деревянной Рождество-Богородицкой церкви — с. Юрлинское. Еще одно наименование — Юм-Лопвинское (дано по местным административным образованиям — станам Юмский и Лопвинский).  

## География
Расположено на реке Лопва (приток Косы) в 38 км к северо-западу от Кудымкара и в 180 км от Перми.

## Климат
Климат умеренно континентальный. Основные черты температурного режима: холодная продолжительная зима; прохладное лето; частые колебания погоды в весенне-летний периоды; резкие годовые и суточные колебания температуры воздуха. Наиболее холодный месяц — январь со среднесуточной температурой −15,7 °C, наиболее тёплый — июль со среднемесячной температурой +17,6 °C. Продолжительность безморозного периода 110 дней.

## История
Поселение упоминается в письменных источниках с 1719 г. Основана выходцами с территории соседнего Кайгородского уезда. Первоначально — деревня, с 1766 года - село. 
Приток русских в начале XVIII века усилился за счёт раскольников-старообрядцев, беглых стрельцов. Население региона было причислено к сословию государственных крестьян. Старообрядчество способствовало обособлению местных жителей. 
Юрла являлась центром Юрлинской волости Чердынского уезда (с кон. XVIII в.), с 1924 года является районным центром Юрлинского р-на. 
В 1911 году на средства земства началось строительство нового здания больницы на 20 коек в кирпичном исполнении. 
19 — 23 января 1919 г. в селе произошло крупное восстание крестьян, известное как Юрлинское восстание. Наиболее драматичные события связаны со зданием штаба в с. Юрла осажденное восставшими. 
В 1929 г. возникла сельхозартель «Красногорец», которая в 1950-х гг. получила название «Рассвет». 8 января 1969 г. на базе колхоза появился совхоз «Юрлинский». 
В 1926 г. в селе открылся первый в Коми-Пермяцком национальном округе бюджетный детский сад на 36 мест, организатором которого выступила М. Ф. Тунева. 
В сентябре 1930 г. образован Юрлинский льнозавод — первый на территории округа.  
С 1930 г. работало кирпичное заведение, занимавшееся также гончарным, веревочным, саночным, швейным и некоторым другим производствами. В последующем преобразованное в 1936 г. в промартель имени 14 лет Октября.  
В сентябре 1931 г. создан Юрлинский леспромхоз, вошедший позднее в объединение Кудымкарлес.  
С 20 марта 1933 до 1958 г. существовала Юрлинская МТС.  
В 1935 г.  был построен маслозавод по производству сливочного масла, казеина и сыра.  
В 1930—1950-х гг. существовал промколхоз «Красноармеец». В 1942 г. образован райпищекомбинат. 
В декабре 2023 года как фактически слившаяся с селом Юрла включены в черту селения деревни Кырова и Саранина.

## Население
Население села на 96 % состоит из русских, на 3 % — из коми-пермяков.
| 1926  | 1959  | 1970  | 1979  | 1989  | 2002  | 2010  |
| ----- | ----- | ----- | ----- | ----- | ----- | ----- |
| 959   | ↗3403 | ↗3469 | ↗3789 | ↗4331 | ↘4223 | ↘4094 |
| 2021  |       |       |       |       |       |       |
| ↗4438 |       |       |       |       |       |       |

| Национальности | 1926  | 1926  | 2010  | 2010 |
| Национальности | число | %     | число |      |
| -------------- | ----- | ----- | ----- | ---- |
| Всего          | 959   | 100   | 4211  |      |
| русские        | 925   | 96,45 | 3987  |      |
| коми-пермяки   | 16    | 1,66  | 46    |      |
| прочие         | 18    | 1,87  | 178   |      |

## Известные уроженцы, жители
Сыстеров С. Д. — легкоатлет, чемпион Европы в спортивной ходьбе.
Бахматов А. А. — писатель-краевед.
Топорков А. Д. (1916—1972) — участник Великой Отечественной войны, Герой Советского Союза(1943).
Козич И. С. (1920—2000) — советский летчик-истребитель, участник Великой Отечественной войны, Герой Советского Союза (1943). Проживал в посёлке Сюзьва Юрлинского района
Михаил Таль — восьмой чемпион мира по шахматам, вместе с семьей с 1941 по 1945 гг. был в эвакуации в селе Юрла. Именно в с. Юрла научился играть в шахматы.

## Экономика
Основными природными богатствами края являются торф, глина, песок и лес. Большую роль в развитии экономики играют частные предприятия, предоставляющие населению дополнительные рабочие места. В основе экономики села лежит лесная промышленность которая представлена следующими предприятиями: лесопредприятия ЗАО «Феникс» и ООО «Пермлес»,ООО "АПК «Березка», ООО «Лиера», ООО «Кедр-2» строительные организации — ЗАО «Абак», АО «СМУ», ГУ «Дорожное ремонтно-строительное предприятие». В селе располагаются нефтебаза, пожарная часть, МПО «Жилищно-коммунальное хозяйство», линейно-технический цех Кудымкарского ЭТУС, Юрлинский сетевой участок Северных электрических сетей, автовокзал, Юрлинский государственный лесхоз (образован 28 апр. 1938 г.), Юрлинский сельский лесхоз — филиал ФГУ «Пермсельлес», Юрлинская государственная семенная инспекция, районная ветеринарная станция по борьбе с болезнями животных, райпо, ООО Торговый Дом «Юрла», районный узел почтовой связи.

## Здравоохранение
Здравоохранение представлено МУЗ «Юрлинская ЦРБ» в составе: стационар на 51 койку, поликлиника на 100 посещений в смену, дневной стационар при поликлинике — 15 коек, стационар на дому — 2 койки, отделение скорой помощи. Ведется строительство новой больницы. Согласно планам, в новой больнице будут размещены стационар, поликлиника и детское отделение ЦРБ.

## Спорт
Юрлинский район традиционно славится своими успехами в легкой атлетике — не один раз спортсмены привозили на свою малую Родину медали российского и даже мирового уровня. В 2014 году был построен Межшкольный стадион, который включает в себя футбольное поле, стандартное поле для игры в мини-футбол с искусственным покрытием, беговые дорожки, универсальную площадку для игры в волейбол и баскетбол, спортивный городок, оснащенный спортивными снарядами (брусья, перекладина и т. п.), трибуны с пластиковыми сидениями на 100 зрительских мест.

## Образование
Учреждения образования представлены средней и начальной школами, детской школой искусств (в 1977—1998 г. — детская музыкальная школа), Домом творчества юных (ранее Дом пионеров, открыт 7 апреля 1945 г.; это был первый Дом пионеров в Коми-Пермяцком национальном округе), четырьмя детсадами и яслями.

## Культура
Учреждения культуры — Дом досуга (ранее районный Дом культуры, известен своим народным вокальным ансамблем, который был организован как хор в 1940 г.), центральная районная библиотека, детская библиотека. Работает муниципальный музей истории Юрлинского р-на (с 6 мая 1993 г.). Выходили районные газеты «Ударник» (февр. 1932 — янв. 1957 г.) и «Путь к коммунизму» (янв. 1957 — окт. 1959 г.). Достопримечательности: памятники жертвам гражданской войны и участникам Великой Отечественной войны.
Ежегодно в июле проводится этно-ландшафтный фестиваль «Русский остров». На фестивале проводятся ролевые игры, ярмарка изделий народных промыслов и мастер-классы, выступают профессиональные и самодеятельные ансамбли, солистов-аккордеонистов и частушечников Пермского края.

## Транспорт и связь
Через Юрлу проходит автомагистраль Сыктывкар — Кудымкар, в селе есть автовокзал. В Юрле и в радиусе 5-10 км присутствуют мобильные операторы стандарта GSM: TELE2, Билайн, МТС и Мегафон. Все операторы предоставляют услуги высокоскоростного интернета 3G.